# آدم بودور
آدم بودور (بالمجرية: Bodor Ádám)‏ (بالرومانية: Ádám Bodor)‏ هو كاتب وشاعر مجري وروماني، ولد في 22 فبراير 1936 في كلوج نابوكا في رومانيا.

## وصلات خارجية
- آدم بودور على موقع IMDb (الإنجليزية)
- آدم بودور على موقع أول موفي (الإنجليزية)
- آدم بودور على موقع قاعدة بيانات الفيلم (الإنجليزية)
- آدم بودور على موقع كينوبويسك (الروسية)